# Horst Knörrer

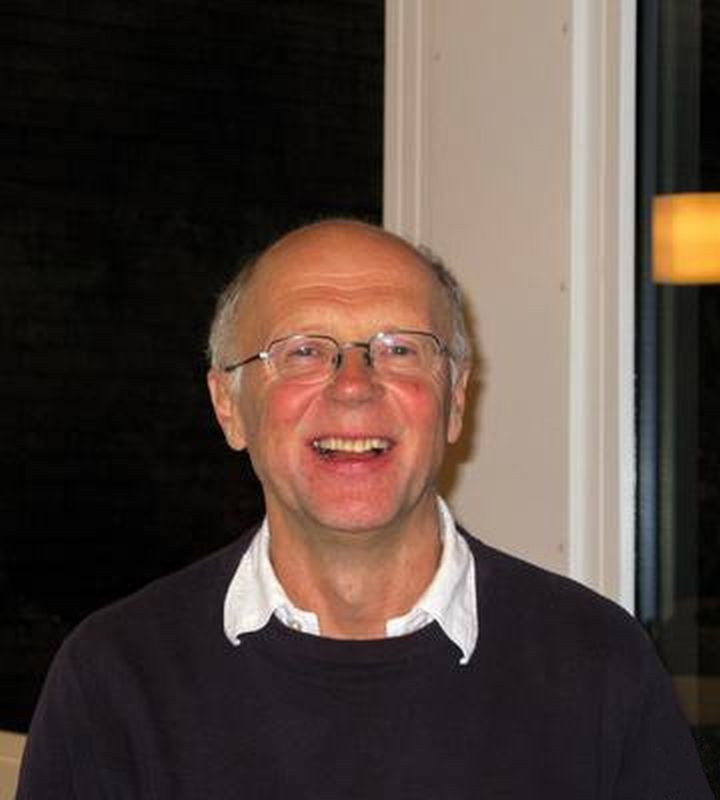
Horst Knörrer in Oberwolfach 2010

Horst Knörrer (* 31. Juli 1953 in Bayreuth) ist ein deutscher Mathematiker, der sich mit algebraischer Geometrie und mathematischer Physik beschäftigt.
Knörrer studierte ab 1971 in Regensburg und Erlangen und promovierte 1978 an der Universität Bonn bei Egbert Brieskorn (Isolierte Singularitäten von Durchschnitten zweier Quadriken). Danach war er bis 1985 wissenschaftlicher Assistent in Bonn, unterbrochen von zwei Jahren 1980 bis 1982 an der Universität Leiden. 1985 habilitierte er sich in Bonn und war danach zwei Jahre Heisenberg-Stipendiat. 1986/87 war er Lehrstuhlvertreter an der Universität Düsseldorf. Er war von 1987 bis 2018 ordentlicher Professor für Mathematik  an der ETH Zürich.
Knörrer beschäftigt sich mit algebraischer Geometrie und ihrer Verbindung zur mathematischen Physik, zum Beispiel bei integrablen Systemen, sowie mit  mathematischer Theorie von Vielteilchensystemen in der statistischen Mechanik und Festkörperphysik (Fermi-Flüssigkeiten). Mit Brieskorn schrieb er ein umfangreiches, reich illustriertes Lehrbuch über algebraische Kurven, das auch ins Englische übersetzt wurde.

## Schriften
- mit Egbert Brieskorn: Ebene algebraische Kurven. Birkhäuser Verlag, Basel u. a. 1981. ISBN 3-7643-3030-9 (Englische Übersetzung von John Stillwell: Plane algebraic curves. Birkhäuser Verlag, Basel u. a. 1986, Reprint 2012, ISBN 978-3-0348-0492-9, doi:10.1007/978-3-0348-0493-6)
- Geometrie: Ein Lehrbuch für Mathematik- und Physikstudierende, Vieweg, Braunschweig 1996; 2. Auflage 2006, ISBN 3-8348-0210-7, doi:10.1007/978-3-8348-9053-5
- mit Daniel Bättig: Singularitäten, Birkhäuser 1991, ISBN 978-3-0348-9719-8, doi:10.1007/978-3-0348-8657-4
- mit Joel Feldman, Eugene Trubowitz: Riemann Surfaces of Infinite Genus, AMS (American Mathematical Society) 2003
- mit Feldman, Trubowitz: Fermionic functional integrals and the renormalization group, AMS 2002
- mit David Gieseker, Trubowitz: Geometry of algebraic Fermi curves, Academic Press 1992
- Integrable Hamiltonsche Systeme und Algebraische Geometrie, Jahresbericht der Deutschen Mathematiker-Vereinigung, Bd. 88, 1986, S. 82–103, online
- Geodesics on the ellipsoid, Inv. Math., 59, 1980, 119-143